# St Donat's Castle
St Donat's Castle (walisisk: Castell Sain Dunwyd), St Donats, Wales, er en middelalderborg, der ligger i Vale of Glamorgan, omkring 26 km vest forCardiff, og omkring 2,5 km vest for Llantwit Major. Den ligger på en klippe med udsigt over Bristol Channel: Der har været fæstning på stedet siden jernalderen, og ifølge traditionen var det sæde for den keltiske høvding Caradog.
Borgen stammer fra 1100-tallet, hvor den blev etableret efter den normanniske invasion af Wales af de Haweys og senere Peter de Stradling. Stradling-familien havde borgen i 400 år indtil Sir Thomas Stradling døde i en duel i 1738.
I 1700-tallet svandt borgens status og den gik i forfald. I 1800-tallet var kun en mindre del beboelig. I slutningen af 1800-tallet og begyndelsen af 1900-tallet blev der udført flere restaureringer. I 1852 blev den købt af John Whitlock Nicholl Carne, der påstod at nedstamme fra Stradling-familien, men hvis forsøg på en genopbygning ikke blev godt modtaget. Den efterfølgende ejer, kulmagnat Morgan Stuart Williams, fortog mere velsete forbedringer. Borgens store ombygning skete efter 1925, hvor den blev købt af William Randolph Hearst, der var en amerikansk avismagnat. Hearst gennemførte en "brutal" udvidelse inklusive inkorporering af elementer fra andre gamle bygninger som taget fra Bradenstoke Priory i Wiltshire og St Botolph's Church i Lincolnshire. Hans tilgang til at genbruge arkitektoniske elementer var kontroversiel og der blev startet kampagner mod ødelæggelsen af Bradenstoke af Society for the Protection of Ancient Buildings. Bernard Shaw beskrev borgen efter Hearsts rekonstruktion som "hvad gud ville have bygget, hvis han havde haft pengene".
På trods af de store summer som Hearst brugte på St Donat's, så besøgte han sjældent stedet, og i 1937 blev borgen sat til salg, da Hearst Corporation stod overfor finansielt kollaps. I 1960, 9 år efter Hearsts død, blev den købt af erhvervsman og filantrop Antonin Besse, der donerede den til Atlantic College, det første af United World Colleges.
I dag er borgen hjem for omkring 350 internationale studerende. Da der har boet nogle på St Donat's siden slutningen af 1200-tallet, er det et af de steder i Wales, der har været beboet i længst tid.
Både borgen og de omkringliggende jorde er listed building af første grad.